# Григорианский раскол

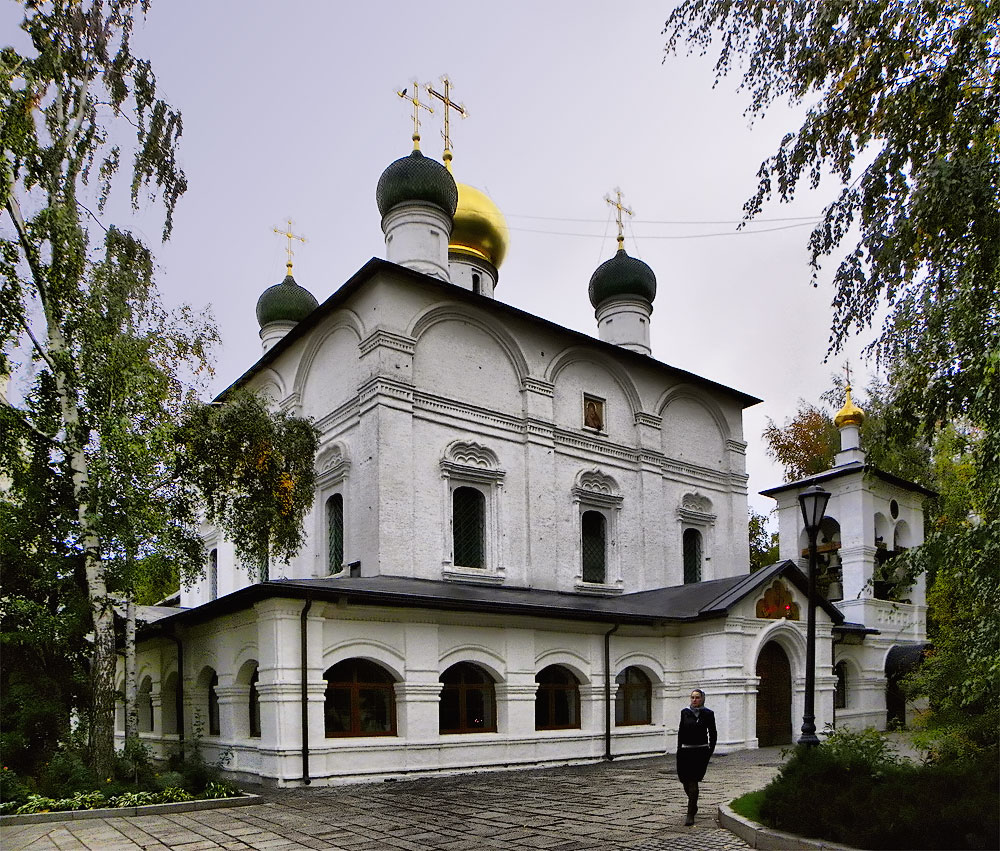
Владимирский собор Сретенского монастыря. С момента образования ВВЦС до закрытия данного храма в декабре 1930 года находился в ведении ВВЦС. С 3 февраля 1926 по 25 июля 1929 года и с 14 января 1930 до закрытия кафедральный собор ВВЦС в Москве. Фото 2011 года

Григориа́нский раско́л (Григориа́нство, Григо́рьевщина, Бори́совщина) — раскольническое движение в Русской православной церкви, существовавшее с декабря 1925 до середины 1940-х годов, спланированное ОГПУ в целях ослабления Церкви и пользовавшееся на начальном этапе своей деятельности его поддержкой. Деятели григорианского раскола ратовали за коллегиальность в управлении Церковью и образовали в декабре 1925 года Временный высший церковный совет (ВВЦС), преобразованный в 1934 году в Высший церковный совет (ВЦС), который просуществовал до 1937 года. Название раскол получил по имени первого председателя ВВЦС, архиепископа Екатеринбургского Григория (Яцковского). Григорьевщина находилась в евхаристическом общении с лубенским расколом.
За время существования раскола в его юрисдикции находились 32 епархии и 16 викариатств, большей частью входивших в состав 6 церковных областей (митрополий). Наличие структур ВВЦС в различных регионах страны было неравномерным. Влияние григорианского раскола в значительной степени охватило районы Поволжья, Дона, Урала и Сибири. Наиболее сильными позиции григориан были в Ульяновской, Воронежской, Белгородской, Сталинградской, Донской, Свердловской, Ростовской и Томской епархиях. В ряде епархий в их ведении оказались лишь отдельные города и районы. По оценкам современного церковного историка протоиерея Валерия Лавринова максимальное количество григорианских приходов в СССР доходило до двух тысяч, что составляло 6-7 % от общего числа «староцерковных» приходов в стране. «Платформу» ВВЦС представители ОГПУ описали так: «Совершенное отмежевание от тихоновщины из-за связи последней с закордонной контрреволюцией и вообще из-за контрреволюционной сущности тихоновщины».
В разное время в григорианской юрисдикции состояли 52 архиерея: 30 старого поставления и 22 собственного. Из общего числа архиереев 27 человек получили высшее образование, 12 человек — среднее, 11 — лишь начальное. Исключительное влияние в своей епархии имел митрополит Донской и Новочеркасский Митрофан (Симашкевич), учениками которого по духовной семинарии были почти все донские священники. Авторитет митрополита Томского Димитрия (Беликова) также был настолько высок, что все староцерковные храмы Томска и большая часть приходов Томской епархии находились в его ведении. К числу наиболее известных иерархов-григориан также принадлежали митрополит Свердловский и Уральский Григорий (Яцковский), митрополит Московский и Ярославский Виссарион (Зорнин), и митрополит Можайский Борис (Рукин), возглавлявший Московскую епархию. Уважением прихожан на Урале пользовался митрополит Свердловский и Челябинский Петр (Холмогорцев).

## История

### Подготовка раскола и отделение от митрополита Сергия

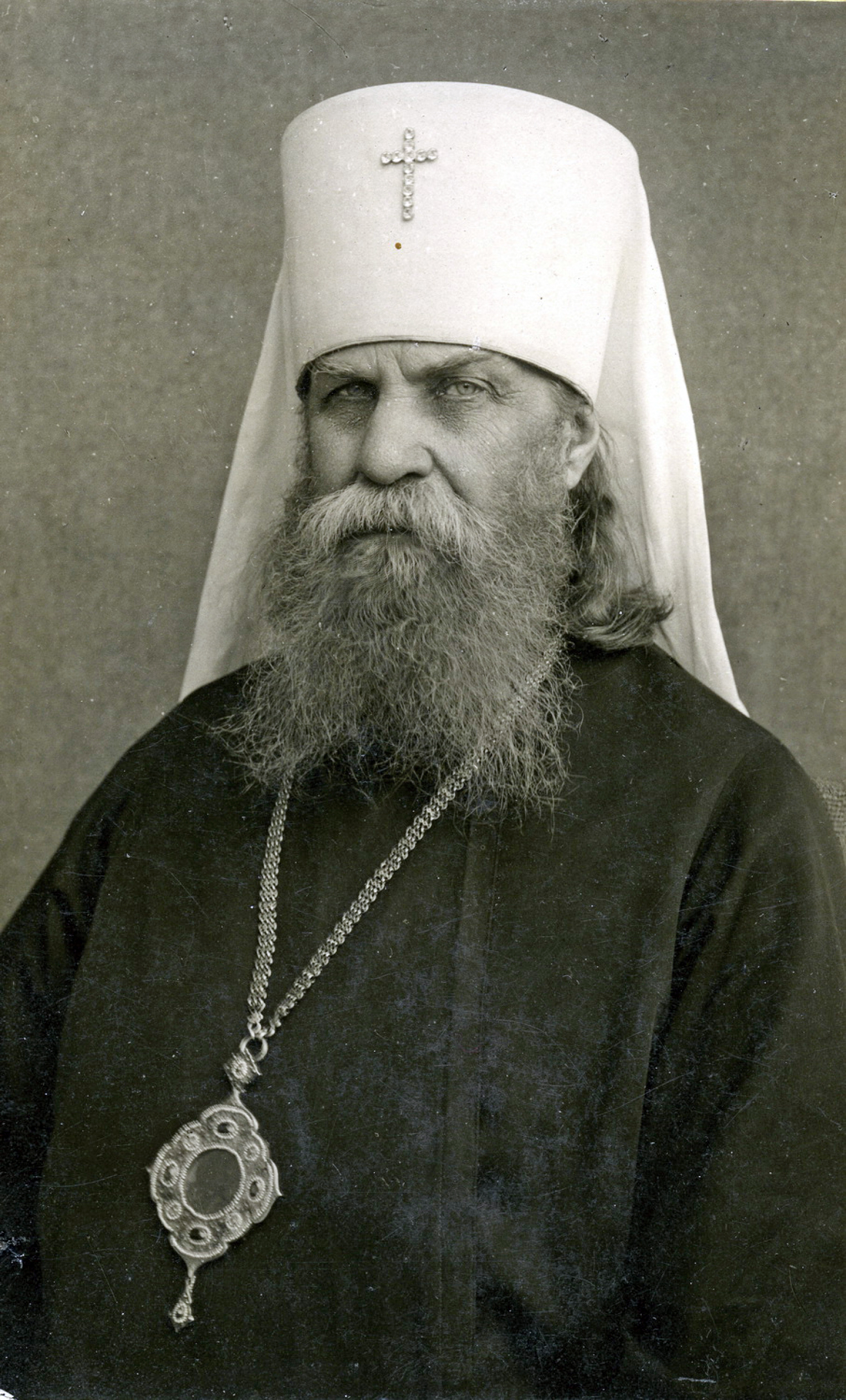
Митрополит Коломенский и Крутицкий Петр (Полянский). 1925 год

Поместный собор 1917—1918 годов, учредивший патриаршество, в своих решениях не предусматривал единоличного управления Церковью патриархом. Были созданы Священный Синод и Высший церковный совет. Предусматривалось регулярное проведение поместных соборов. Однако из-за противодействия советских властей созвать собор было невозможно, и в 1921 году, когда окончился трёхлетний срок полномочий этих органов, они были распущены, а патриарх Тихон фактически перешёл к единоличному управлению Церковью. 7 апреля 1925 года патриарх Тихон скончался. В управление Церковью согласно завещательному распоряжению Патриарха вступил митрополит Петр (Полянский). По примеру патриарха Тихона он предпочитал управлять церковью единолично, не внимая просьбам пересмотреть такую форму управления, что нравилось не всем.

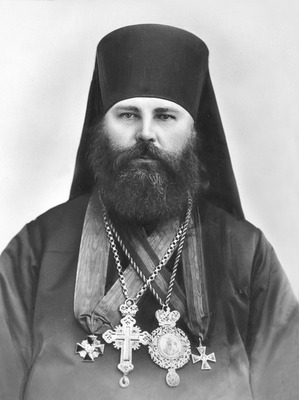
Глава раскола, митрополит Свердловский и Уральский Григорий (Яцковский)

Смерть патриарха Тихона активизировала деятельность советских спецслужб, стремившихся к расколу Церкви. К этому времени в Москве без права выезда находилось большое количество архиереев, высланных ОГПУ из своих епархий, для того чтобы развязать руки обновленцам на местах. Часть этих архиереев сгруппировалась вокруг викария Московской епархии епископа Можайского Бориса (Рукина). Патриарх Тихон выделял его среди прочих викариев, епископ Борис выполнял основные распорядительские функции во время похорон патриарха, но главным фактором его популярности являлось то, что он выступал за коллегиальное управление Церковью. Ситуацию подогревали конфликтные отношения между епископом Борисом и митрополитом Петром. Деятельность епископа Можайского против митрополита Крутицкого не прошла мимо внимания ОГПУ. В мае 1925 года епископ Борис был вызван на Лубянку, где от сотрудника 6-го отделения СО ОГПУ И. В. Полянского получил предложение организовать инициативную группу архиереев «Защита Православия». В своей сводке за июнь 1925 года ОГПУ докладывало: «Борьба вокруг поста местоблюстителя патриаршего престола с назначением Петра Полянского не окончена. Началась борьба за влияние на дела. Петр всячески оттягивает назначение членов Синода, группа епископов во главе с Борисом Можайским настаивает на скорейшем их назначении, авторитет Петра падает, и на смену ему предполагают выдвинуть кандидатуры Агафангела и Кирилла». Спустя месяц ОГПУ сообщало: «Все внимание тихоновцев было обращено на организационное оформление высшего органа управления. Борьба идёт главным образом вокруг местоблюстителя патриаршего престола. Усиленную деятельность в этом направлении развивает епископ Борис Можайский, выставляющий требование немедленной организации Синода, задачей которого было бы смещение Петра Полянского. Кампания, поднятая против Петра, не встретила сочувствия у тихоновского актива, среди которого из-за боязни распада окрепло решение поддержать Петра».
В октябре 1925 года в Москве состоялся обновленческий «Всероссийский Поместный Собор». Обновленческое руководство, выполняя прямое задание ОГПУ, озвучило на Соборе сфабрикованные чекистами материалы о контрреволюционной деятельности местоблюстителя Патриаршего Престола митрополита Петра, о его связях, якобы имевшихся с зарубежными монархическими организациями. В октябре 1925 года ОГПУ с удовлетворением констатировало: «Центром внимания тихоновцев в истекшем месяце является оглашение на обновленческом соборе материала, разоблачающего связь тихоновцев с монархической эмиграцией. Разоблачение это ускорило процесс размежевания в тихоновских рядах. Видный противник митрополита Петра тихоновец Борис Можайский, поддерживаемый киевским митрополитом, организовал группу, которая предъявляет требования Петру о необходимости легализации тихоновщины как единственного выхода из обострившегося положения после собора. Возможен раскол».
15 ноября 1925 года в газете «Известия ЦИК» была опубликована провокационная статья начальника 6-го отделения СО ОГПУ Е. А. Тучкова (под псевдонимом Теляковский), где митрополит Петр характеризовался как черносотенный монархист, сделавший свою церковную карьеру благодаря влиянию при дворе, и обвинялся в связях с белой эмиграцией. В заключении автор предлагал самому местоблюстителю опровергнуть обвинения в контрреволюционной деятельности, то есть фактически издать декларацию об отношении к советской власти. После появления этой статьи три архиерея: архиепископ Екатеринбургский Григорий (Яцковский), епископ Можайский Борис (Рукин) и епископ Каменский Иннокентий (Бусыгин) встретились с митрополитом Петром и обратились к нему с просьбой дать опровержение в печати, обозначив своё отношение к советской власти. Патриаршему местоблюстителю было предложено собрать находившихся в Москве архиереев для обсуждения церковных дел. Митрополит Петр отклонил это предложение, но пообещал составить соответствующую декларацию. Органы госбезопасности, понимая невозможность склонить местоблюстителя к сотрудничеству на своих условиях, приняли решение его изолировать. 9 декабря 1925 года митрополит Петр был арестован. 14 декабря митрополит Нижегородский Сергий (Страгородский) проинформировал управляющего Московской епархией о вступлении в должность Заместителя Патриаршего Местоблюстителя.

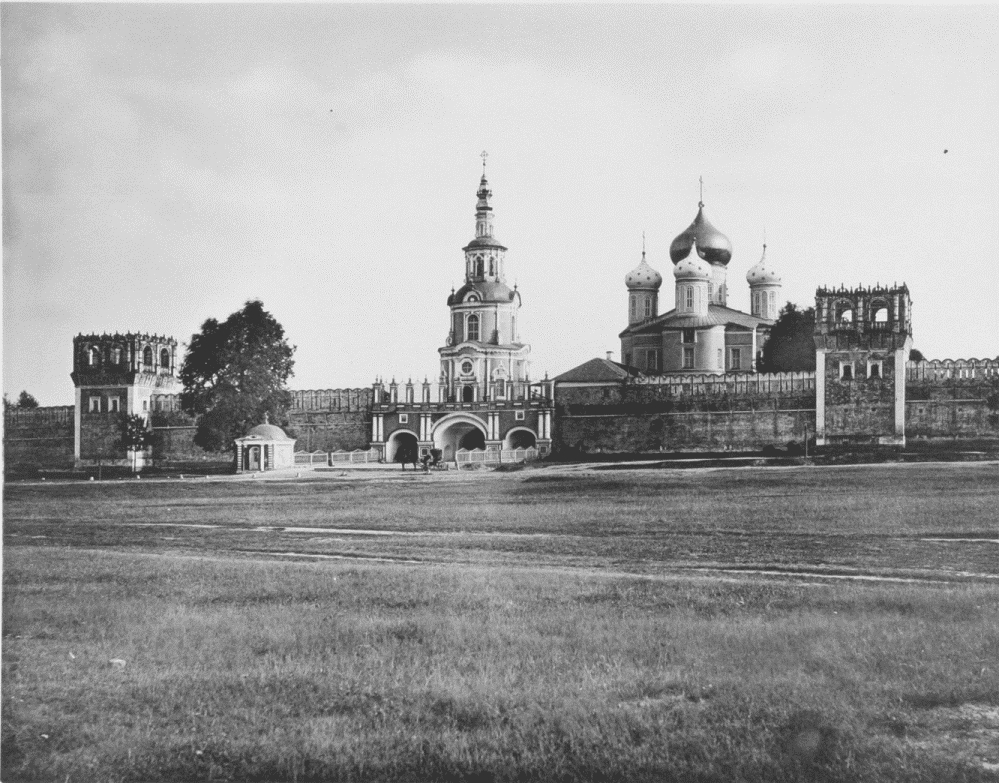
Донской монастырь. Большой и малый соборы монастыря с 1926 до закрытия монастыря в июле 1929 года находились в ведении ВВЦС. Дореволюционное фото

16 декабря 1925 года в административный отдел Моссовета поступило заявление архиепископа Екатеринбургского Григория (Яцковского), в котором испрашивалось разрешение на проведение собрания находившихся в столице архиереев, необходимость которого обосновывалась озабоченностью сложившейся ситуацией в Церкви после ареста местоблюстителя Петра (Полянского). 19 декабря разрешение было получено. 22 декабря 1925 года в полдень в Московском Донском монастыре открылось совещание 10 архиереев. Помимо самого Григория (Яцковского) там собрались: бывший архиепископ Могилёвский Константин (Булычёв), епископ Переславский Дамиан (Воскресенский), епископ Усть-Медведицкий Тихон (Русинов), епископ Ульяновский Виссарион (Зорнин), епископ Можайский Борис (Рукин) и епископ Каменский Иннокентий (Бусыгин), бывший Егорьевский епископ Вассиан (Пятницкий) и епископ Уразовский Митрофан (Русинов), а также архиепископ Екатеринославский Иоанникий (Соколовский), принадлежавший к Лубенскому расколу, ещё одному организованному советской властью раскольническому объединению. Совершив панихиду на могиле патриарха Тихона, епископы выбрали из своей среды 7 человек для участия в постоянном Малом соборе епископов, названном Временным высшим церковным советом (ВВЦС), куда вошли: архиепископ Григорий (Яцковский), архиепископ Константин (Булычёв), епископ Дамиан (Воскресенский), епископ Тихон (Русинов), епископ Виссарион (Зорнин), епископ Борис (Рукин) и епископ Иннокентий (Бусыгин). Собравшимися архиереями был выработан и подписан специальный Наказ, в котором говорилось, что ВВЦС является временным органом управления Российской православной церкви и находится в каноническом и молитвенном общении с патриаршим местоблюстителем. Ближайшей своей задачей ВВЦС провозглашал подготовку Всероссийского собора Российской православной церкви.
2 января 1926 года члены ВВЦС обратились в административный отдел Центрального административного управления НКВД РСФСР с уведомлением об организации ими нового органа по управлению Церковью с местопребыванием его в помещениях бывшего Московского Донского монастыря. Заявителям была выдана справка, из которой следовало, что со стороны советской власти препятствий к деятельности ВВЦС не имеется. 7 января в газете «Известия ЦИК» было опубликовано интервью с архиепископом Григорием (Яцковским), в котором он объяснял причины образования ВВЦС, информировал о его целях и задачах. Архиерей подчеркивал, что новый орган управления Церковью не имеет ничего общего ни с обновленческим Синодом, ни с другими церковными течениями. В заключении упоминалось о полученном ВВЦС от представителя Константинопольского патриарха в России приглашении принять участие в предстоящем вселенском соборе. После признания Временного Высшего Церковного Совета органами государственной власти к нему примкнули 9 архиереев: митрополит Донской Митрофан (Симашкевич), митрополит Минский Мелхиседек (Паевский), архиепископ Екатеринославский Владимир (Соколовский-Автономов), архиепископ Ростовский Назарий (Андреев), бывший Бакинский епископ Павел (Вильковский), бывший Мелитопольский епископ Сергий (Зверев), епископ Елабужский Ириней (Шульмин), епископ Глазовский Симеон (Михайлов) и епископ Бутурлиновский Митрофан (Поликарпов).
Ознакомившись с текстом интервью, 14 января митрополит Сергий (Страгородский) письменно обратился к архиепископу Григорию за разъяснениями. Он интересовался, имеет ли ВВЦС намерение «образовать некоторую особую религиозную группу, отдельную от нашей Православной Церкви, хотя, может быть, и не отличную от нас в учении и обряде, вроде, например, Лубенского раскола на Украине и вроде существующих по местам автокефалистов, или же такового отмежевания от Православной Церкви Вами не предполагается». Митрополит Сергий вопрошал о канонических основаниях образования ВВЦС и о том, в каких отношениях будет находиться Совет с «законной, по церковным понятиям, православно-русской иерархией», временно им возглавляемой. 22 января 1926 года состоялось второе собрание Временного высшего церковного совета, на котором было принято послание к Российской православной церкви, в котором говорилось о том, что Господу Богу было не угодно благословить успехом труды митрополита Петра (Полянского), за время правления которого «нестроения и бедствия Святой Церкви лишь усугубились». Причины этого факта составители послания видели в том, что Церковь «неправимая соборне», руководилась лишь личною волею митрополита Петра и в результате «вернулась к самым тёмным временам своего бытия». ВВЦС категорически отмежевывался от обновленчества и обещал крепко стоять на основе Слова Божия и канонов Церкви. В заключение послания свидетельствовалась законопослушность советской власти. На этом же собрании было выработано ответное письмо к митрополиту Сергию, где разъяснялось, что право управления Церковью могут иметь только те иерархи, которые были указаны в завещании патриарха Тихона и утверждены Собором епископов. Но так как указанные в завещании иерархи не смогли приступить к своим обязанностям по управлению Церковью, группа епископов и образовала ВВЦС, в состав которого приглашался войти и митрополит Сергий. Вечером того же дня в Нижний Новгород для переговоров с митрополитом Сергием отправился член ВВЦС епископ Дамиан (Воскресенский). 23 января он предъявил митрополиту наказ, послание и письмо архиепископа Григория. Митрополит Сергий заявил, что право патриаршего местоблюстителя назначать себе преемников оправдано исключительными обстоятельствами времени и признать законность ВВЦС он не может.
27 января 1926 года архиепископ Григорий послал телеграмму митрополиту Сергию, вновь прилагая прибыть в Москву для участия в работе Совета. 29 января 1926 года заместитель местоблюстителя митрополит Сергий написал архиепископу Григорию второе письмо, в котором резко осудил действия ВВЦС, а на его членов единолично наложил запрещение в священнослужении, с отстранением от занимаемых кафедр. 29 января, члены ВВЦС архиепископ Григорий, архиепископ Константин и епископ Дамиан, не зная о наложенных на них запрещениях, обратились к местоблюстителю митрополиту Петру с письменным докладом, в котором обосновывали создание Совета как коллегиального органа управления Церковью и просили аннулировать распоряжение относительно полномочий митрополита Сергия. 1 февраля 1926 года на докладе членов ВВЦС последовала резолюция митрополита Петра, которой он свои обязанности местоблюстителя временно передавал коллегии из трёх иерархов: архиепископов Владимирского Николая (Добронравова), Томского Димитрия (Беликова) и Екатеринбургского Григория (Яцковского). Ознакомившись с резолюцией, архиепископ Григорий тотчас отправил митрополиту Сергию телеграмму со словами: «Местоблюститель Вас освободил…», а 5 февраля отправил письмо, к которому приложил заверенную резолюцию митрополита Петра. 8 февраля в ответном (третьем) письме к архиепископу Григорию митрополит Сергий заметил, что в резолюции нет ни слова об его освобождении. Он пояснил, что сама резолюция составлена местоблюстителем в условной форме и свидетельствует о незнании им сложившихся обстоятельств, и потому он отказывается ей следовать.
9 февраля 1926 года в газете «Известия ЦИК» было опубликовано интервью с архиепископом Григорием, в котором он разъяснял сложившуюся ситуацию относительно двоевластия в управлении Церковью и информировал о передаче прав местоблюстителем — коллегии из трёх архиереев. В заключении преосвященный Григорий констатировал, что поскольку митрополитом Петром аннулированы полномочия своего заместителя, все распоряжения и запрещения митрополита Сергия недействительны. После получения третьего письма от митрополита Сергия от 8 февраля 1926 года архиепископ Григорий м его сотрудники призвали митрополита Сергия прекратить противление и войти в состав ВВЦС, но не встретив понимания с его стороны, обратились к митрополиту Крутицкому Петру. 4 марта 1926 года митрополиту Сергию была направлена телеграмма митрополита Петра: «Мне разрешено с Вами свидание. Прошу прибыть в Москву для переговоров со мною и намеченной мною коллегией Высшего Церковного Совета о коллегиальном единовластии церковного управления». Получив эту телеграмму, заместитель на встречу с местоблюстителем не поехал и решил заручиться поддержкой единомышленников в среде епископата, инициировав обращение в свой адрес 15 российских архиереев, осудивших деятельность ВВЦС: состоявшие на покое митрополит Серафим (Чичагов), епископы Варфоломей (Ремов) и Даниил (Троицкий), викарные епископы Алексий (Готовцев), Иоанн (Василевский), Амвросий (Смирнов), Серафим (Самойлович), Николай (Никольский), Стефан (Гнедовский), Августин (Беляев) и Павел (Павловский), временный управляющий епархией епископ Николай (Могилевский) и епархиальные архиереи митрополит Тихон (Оболенский), архиепископ Сильвестр (Братановский) и епископ Иннокентий (Летяев). Одновременно наложенное на членов ВВЦС запрещение митрополита Сергия поддержали 9 украинских архиереев: состоявший на покое епископ Василий (Богдашевский), викарный епископ Антоний (Панкеев), пять временно управляющих епархиями епископы Константин (Дьяков), Онуфрий (Гагалюк), Стефан (Адриашенко), Борис (Шипулин) и Макарий (Кармазин) и два епархиальных архиерея: митрополит Михаил (Ермаков) и архиепископ Григорий (Лисовский). Они просили митрополита Сергия не оставлять пост заместителя патриаршего местоблюстителя, фактически выражая свое несогласие с распоряжением митрополита Петра об учреждении коллегии. Остальные архиереи числом около 200 промолчали.

### Рост и распространение по СССР. 1926—1928 годы

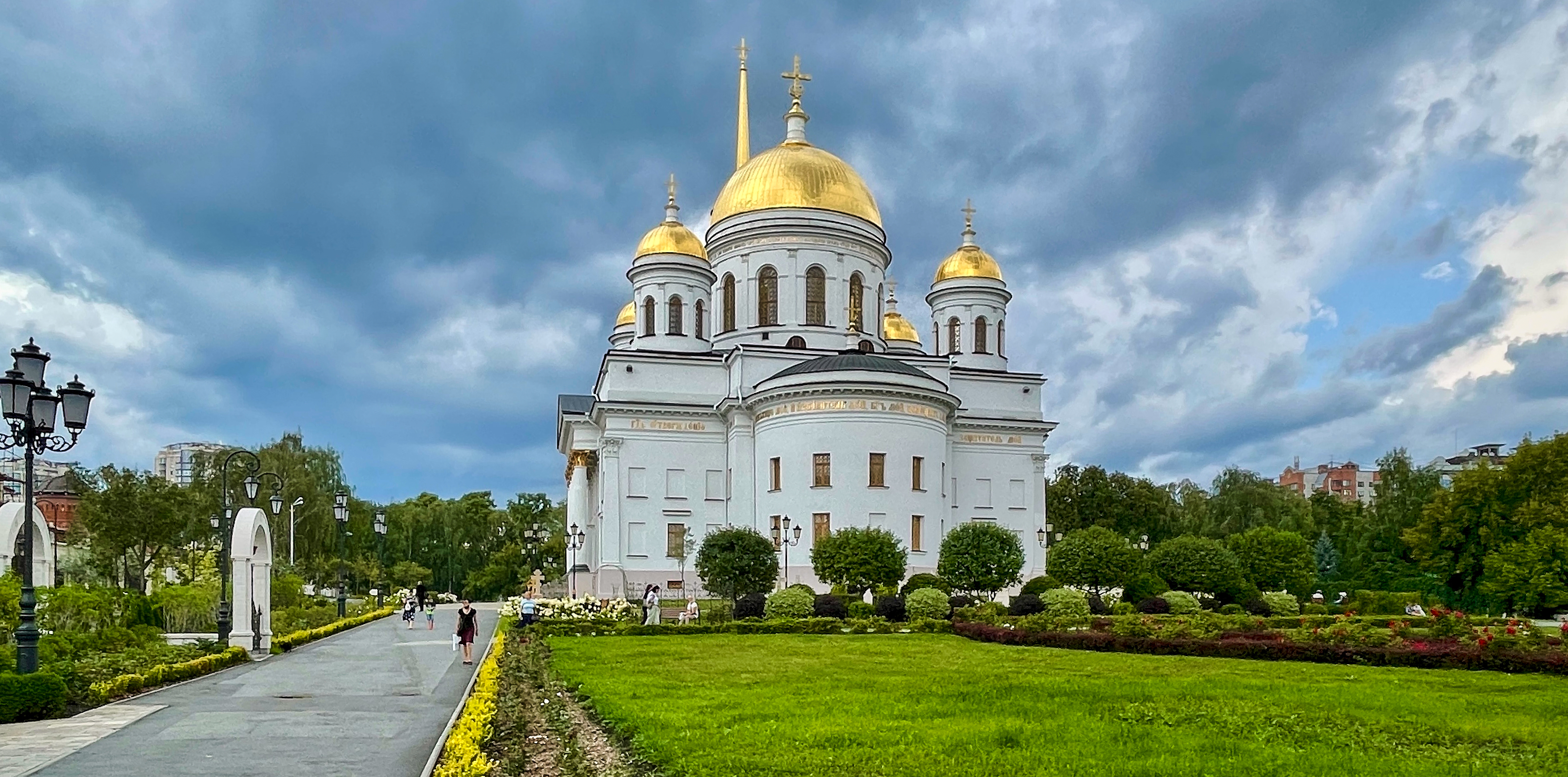
Александро-Невский собор бывшего Ново-Тихвинского монастыря в Свердловске (ныне Екатеринбург). С 7 июля 1926 года и до закрытия 17 февраля 1930 года был кафедральным собором митрополита Григория (Яцковского). Фото 2021 года

После образования ВВЦС все признавшие его архиереи направились в свои епархии и занялись организацией легальных (то есть имеющих государственную регистрацию) епархиальных структур. В Москве остались лишь заместитель председателя ВВЦС архиепископ Константин (Булычёв) и епископ Можайский Борис (Рукин). Как указано в сводке ОГПУ за март 1926 года, ВВЦС, «обратив своё внимание на завоевание периферии, послал своих членов на места для ведения агитации за присоединение в нему». 11 января 1926 года под председательством митрополита Митрофана (Симашкевича) состоялось собрание духовенства и мирян Каменского, Ермаковского и Митякинского благочиний Донской епархии, которое постановило признать ВВЦС законным органом высшего церковного управления. 18 февраля 1926 года в Воткинске состоялось собрание церковно-приходских советов Благовещенского собора, Рождество-Богородицкой, Ильинской и Преображенской кладбищенской церквей, на котором было вынесено постановление о присоединении к ВВЦС. Так как епископ Воткинский Иоанн (Братолюбов) не признал ВВЦС, было решено просить ВВЦС заменить епископа. 15 февраля 1926 года епископ Виссарион (Зорнин) провёл в Ульяновске собрание духовенства и мирян, признавшее ВВЦС законным органом церковной власти. Однако 14 марта он принёс покаяние перед митрополитом Сергием и был оставлен им на прежней кафедре. 15 марта 1926 года архиепископ Ростовский Назарий (Андреев) провёл епархиальный съезд из 142 делегатов, признавший ВВЦС законным органом управления. Активную деятельность по продвижения ВВЦС развернул прибывший в Свердловск архиепископ Григорий (Яцковский). В сводке ОГПУ за апрель 1926 года сообщалось: «ВВЦС продолжает углублять свою деятельность. Большинство членов совета находятся в своих епархиях, где ведут активную работу. Оставшиеся в Москве ведут переговоры о получении часовен и храма. Налаживаются руководство и связи с провинцией. На местах почти всюду есть одиночки и группы, сочувствующие ВВЦС, число коих растёт».
В течение 1926 года ВВЦС стал укрепляться в центральных районах России и Поволжье. В октябре того же года епископ Иоанн (Киструсский), ранее запрещённый Патриархом Тихоном и митрополитом Петром (Полянским) присоединился к ВВЦС. Немногочисленные приходы ВВЦС на территории Воронежской епархии возглавил епископ Митрофан (Русинов) с титулом епископа Валуйского. Кафедра его располагалась в Знаменском соборе слободы Уразовой Валуйского уезда. В самом Воронеже и Воронежском уезде в это время не имелось храмов ориентации ВВЦС. В Царицынской (Сталинградской) епархии распространение влияния ВВЦС происходило благодаря активной деятельности епископа Царицынского Тихона (Русинова). После наложенного на членов ВВЦС запрещения, епископ Сталинградский Тихон (Русинов) принёс покаяние и проживал в Москве без права выезда. 28 июня 1926 года преосвященный Тихон был арестован, под влиянием следователя вернулся в юрисдикцию ВВЦС и 17 сентября был освобождён из-под стражи. Отбывавший на Урале ссылку епископ Мелитопольский Сергий (Зверев) стал активным сторонником ВВЦС и помощником архиепископа Григория (Яцковского) на Урале. В мае 1926 года к ВВЦС присоединился протоиерей Пётр Холмогорцев с челябинским Александро-Невским приходом. В декабре того же года на позиции ВВЦС встала Троицкая церковь Челябинска. 25 мая 1926 года в административный отдел Моссовета обратился архиепископ Григорий (Яцковский) с просьбой разрешить проведение Всероссийского съезда духовенства и мирян ориентации ВВЦС. Вскоре разрешение было получено. На составе съезда отразилось наложенное на архиереев запрещение митрополита Сергия (Страгородского) и отрицательное к новому органу отношение большей части епископата. К июню 1926 года из рядов Совета выбыли и принесли покаяние 8 архиереев: архиепископ Владимир (Соколовский-Автономов), епископы Дамиан (Воскресенский), Вассиан (Пятницкий), Тихон (Русинов), Ириней (Шульмин), Виссарион (Зорнин), Симеон (Михайлов) и Митрофан (Поликарпов). Таким образом, ко времени проведения съезда в юрисдикции ВВЦС имелись 10 архиереев.
3-4 июня 1926 года в Донском монастыре состоялся Первый Всероссийский съезд духовенства и мирян, сторонников ВВЦС. На заседаниях присутствовали 8 архиереев: архиепископ Григорий (Яцковский), архиепископ Константин (Булычёв), архиепископ Иоанникий (Соколовский), архиепископ Назарий (Андреев), епископ Павел (Вильковский), епископ Митрофан (Русинов), епископ Борис (Рукин) и епископ Иннокентий (Бусыгин). В Москву не смогли прибыть по состоянию здоровья митрополит Митрофан (Симашкевич) и находящийся под арестом епископ Сергий (Зверев). Главным предметом обсуждения на съезде стало положение Церкви и правопреемство высшей церковной власти. Участники собрания признали права всех трёх указанных патриархом преемников (Кирилла, Агафангела и Петра), но выход из кризисного состояния Российской Церкви они видели только в создании коллегиального органа управления. По итогам заслушанных и обсужденных докладов было принято несколько резолюций: «1. Признать ВВЦС канонически законным органом управления Российской Православной Церкви, находящимся в каноническом и молитвенном общении с патриаршим местоблюстителем. 2. Ввиду того, что митрополит Агафангел, как законный преемник местоблюстительства окончательно не вступил в свои права, на богослужениях возносить имя митрополита Петра. 3. Ходатайствовать перед митрополитом Агафангелом о скорейшем вступлении его в должность, о содействии в преодолении разногласий между православными епископами и о созыве Поместного Собора. 4. Признать действия митрополита Нижегородского Сергия неправильными, вносящими в жизнь Церкви смуту и разделения, а его полномочия недействительными. 5. Принять все меры к изысканию средств для организации печатных церковных изданий ВВЦС, а именно журналов, вестников, богослужебных книг и учебников». На съезде были избраны делегаты на Всеправославный собор, который предполагал созвать на Афоне Константинопольский патриарх: архиепископ Екатеринбургский Григорий (Яцковский) и епископ Бакинский Павел (Вильковский).
Надеждам ВВЦС на то, что митрополит Агафангел разделит его позицию, не суждено было сбыться. 12 июня 1926 года он, ссылаясь на преклонный возраст и расстроенное здоровье, окончательно отказался от своих прав на местоблюстительство. Необходимость поиска своих сторонников заставляла архиереев ВВЦС активнее работать в собственных епархиях и совершать поездки по стране. В ряде случаев такая работа выражалась в проведении местных съездов. 29-30 июня 1926 года под председательством архиепископа Григория состоялся съезд духовенства и мирян Свердловской епархии, на котором присутствовали 93 делегата: 41 клирик и 52 мирянина. Съезд признал ВВЦС законным органом, а полномочия митрополита Сергия незаконными. Решено было просить митрополита Агафангела ускорить своё вступление в права патриаршего местоблюстителя и содействовать скорейшему созыву Всероссийского поместного собора. Было принято ходатайство перед Советом о выделении епархий Урала в особую церковную область. Получив поддержку, председатель ВВЦС уверенно руководил процессом захвата храмов в Свердловской епархии с переводом их в свою юрисдикцию. В соседней Пермской епархии первоначально не нашлось сторонников ВВЦС, однако благодаря деятельности Пермского окружного отдела ОГПУ говорилось в ноябре 1926 года в Перми была зарегистрирована община ВВЦС.. 5-7 августа 1926 года в Вознесенском кафедральном соборе Новочеркасска состоялся съезд духовенства и мирян Донской епархии, на котормо присутствовали 53 делегата от 300 церковных общин под председательством митрополита Митрофана (Симашкевича). На съезд прибыли члены Ростовского епархиального совета протоиерей Александр Гурич и мирянин В. И. Чунихин, которые, ввиду ухода на покой архиепископа Ростовского Назария (Андреева) и непризнания ВВЦС епископом Арсением (Смоленцом), обратились к митрополиту Митрофану с просьбой принять Ростовскую епархию в своё ведение. Просьба была удовлетворена. На съезде избрали Донской епархиальный совет. Съезда признал каноничность ВВЦС, выразил полное доверие митрополиту Митрофану (Симашкевичу) и епископу Иннокентию (Бусыгину), осудил деятельность митрополита Сергия (Страгородского) и единомышленного с ним епископата. После разделения в Ростовской епархии большинство городских приходов оказалось у сторонников митрополита Сергия. Положение приверженцев ВВЦС на Северном Кавказе характеризует докладная записка начальника СО ПП ОГПУ Северо-Кавказского края Ельшина: «Наличие вновь образовавшейся группы уже внесло переполох и определённую дезорганизацию ряды тихоновцев, которые видят в этом свой крах и поэтому ожесточенно нападают на ВВЦС. На территории СКК к настоящему времени имеется 2 епископские кафедры — одна в Ростове, возглавляемая епископом Назарием и в Новочеркасске митрополитом Митрофаном и епископом Иннокентием Бусыгиным. <…> Ввиду распространения данной группы почти только по Донскому округу и её малочисленности по сравнению с другими группами, влияние её на население пока незначительно, хотя и имеет тенденцию к развитию и количественному увеличению за счёт тихоновцев, привлекаемых ВВЦС легальными возможностями последнего».
Во второй половине 1926 года состав епископата ВВЦС претерпел изменения: его покинули архиепископ Назарий (Андреев) и епископ Павел (Вильковский), признавшие митрополита Сергия, а в состав вошли епископы Скопинский Смарагд (Яблонев) и бывший Раненбургский Иоанн (Киструсский). 28 октября 1926 года епископы Смарагд и Иоанн выступили с печатным посланием, в котором объявили о своём признании ВВЦС. К коцу года общины ВВЦС стали появляться и на Дальнем Востоке. В декабре 1926 года к ВВЦС присоединился благовещенский священник Иаков Савицкий, который стал энергично собирать единомышленников. 2 января 1927 года в Николаевском деревянном храме, находившемся в ограде Покровской церкви Благовещенска, состоялось собрание, на котором присутствовали 109 человек. Большинством голосов было принято решение о присоединении к ВВЦС, и была образована новая община. 3 мая 1927 года Покрово-Николаевская церковь была передана священнику Иакову Савицкому, который уже был назначен уполномоченным ВВЦС по Благовещенской епархии. Незадолго до этого, 27 апреля он разослал циркуляр к благочинным, настоятелям и приходским советам Благовещенской и других дальневосточных епархий с требованием признать полномочия ВВЦС. В сентябре 1927 года на Дальнем Востоке в ведении ВВЦС имелись 10 приходов: 9 перешли из «сергиевской ориентации» и 1 из обновленчества. В ноябре 1926 года в связи с организацией тайных выборов патриарха начались аресты. Был арестован и митрополит Сергий (Страгородский). 8 декабря 1926 года управление Церковью перешло к митрополиту Ленинградскому Иосифу (Петровых), а с конца декабря — к архиепископу Угличскому Серафиму (Самойловичу). В сводке ОГПУ за декабрь 1926 года содержалось сообщение: «Арест Сергия внёс сумятицу в среду тихоновцев. <…> В Москве отмечается стремление к образованию самостоятельных приходов с выборными епископами. ВВЦСовцы весьма довольны арестом Сергия и его группы, ВВЦС предполагает выпустить воззвание, направленное против Сергия. Кроме этого ВВЦСовцы предполагают весной 1927 года созвать съезд, на котором собираются дать бой тихоновцам и обновленцам. Вообще позиции ВВЦС за последнее время укрепились».
1 января 1927 года патриарший местоблюститель митрополит Крутицкий Петр из пермской тюрьмы обратился с посланием к Церкви, в котором осудил архиепископа Григория (Яцковского) и отменил решение о создании Коллегии и подтвердил «справедливость приятых митрополитом Сергием мер — запрещения в священнослужении архиепископа Григория и единомысленных ему архиереев-самочинников с отстранением от занимаемых кафедр». 21 января 1927 года архиепископ Григорий в свердловской тюрьме с разрешения ОГПУ встретился с митрополитом Петром и попытался привлечь его на сторону ВВЦС. Однако митрополит Петр остался непреклонен. Попытки местоблюстителя убедить главу ВВЦС подчиниться также ник чему не привели. Послание митрополита Петра (Полянского) не ослабило деятельности ВВЦС. Напротив, 16 февраля 1927 года епископ Виссарион (Зорнин) вернулся в юрисдикцию ВВЦС. 23 марта того же года он собрал в Карсуне съезд духовенства и мирян Ульяновской епархии, на которую прибыли 18 клириков и 15 мирян. Епископ Виссарион убедил большинство собравшихся в каноничности ВВЦС. 18 апреля 1927 года он был зарегистрирован в Ульяновском городском административном отделе и приступил к работе. Стала шириться активность сторонников ВВЦС в Московской епархии. Весной 1927 года к епископу Борису (Рукину), которому на тот момент в Москве подчинялся лишь один храм, примкнули настоятель Владимирской церкви у Никольских ворот архимандрит Анатолий (Кванин) и его брат иеромонах Митрофан, а затем и другой брат архимандрит Димитриан. В апреле 1927 года в ВВЦС состоялась первая хиротония — Анатолий (Кванин) был хиротонисан епископа Ибресинского. 15-18 февраля 1927 года в Барнауле состоялся епархиальный съезд, признавший ВВЦС, в котором приняли участие 190 человек. Епархиальным архиереем был избран архимандрит Владимир (Юденич). Его поставление 30 марта 1927 года совершил архиепископ Серафим (Самойлович), а не архиепископ Григорий (Яцковский) как было условлено. Архиепископ Серафим взял с архимандрита Владимир клятву не признавать ВВЦС, пока тот не будет возглавляться митрополитом Петром (Полянским). 6 апреля 1927 года епископ Владимир прибыл на кафедру и возглавил Барнаульский епархиальный совет, сформированный сторонниками ВВЦС. Он подписал воззвание к пастве, где признавал ВВЦС законной церковной властью, но на следующий день распорядился остановить распространение воззвания, а через некоторое время стал противодействовать политике ВВЦС. Результатом перемены взглядов епископа Владимир стал его арест в августе 1927 года. К этому времени в Барнаульской епархии у ВВЦС имелось 184 церкви. В марте 1927 года в ВВЦС из обновленчества перешёл белорусский епископ Николай (Судиловский), пребывавший на покое, после чего был назначен епископом Белыничским. В мае 1927 года в Томской епархии прошёл съезд духовенства и мирян под председательством архиепископа Томского Димитрия (Беликова), признавший ВВЦС. К моменту своего образования Томская епархия ориентации ВВЦС насчитывала 161 церковь, 146 священников, 15 диаконов, 51 псаломщика, что составляло более половины от общей численности епархиального духовенства. В мае 1927 года архимандрит Феофан (Прокопович) был хиротонисан во епископа Майкопского, управляющего Кубано-Черноморской епархией.
11-13 мая 1927 года в помещениях бывшего Московского Донского монастыря состоялся пленум ВВЦС, на который прибыли 14 архиереев. В числе российских архиереев находились: архиепископ Свердловский Григорий (Яцковский), архиепископ Константин (Булычёв), митрополит Донской Митрофан (Симашкевич), епископ Ульяновский Виссарион (Зорнин), епископ Сталинградский Тихон (Русинов), епископ Можайский Борис (Рукин), епископ Каменский Иннокентий (Бусыгин), епископ Валуйский Митрофан (Русинов), епископ Скопинский Смарагд (Яблонев), епископ Ибрессинский Анатолий (Кванин) и епископ Майкопский Феофан (Прокопович). Украинскую соборно-епископскую церковь представляли архиепископ Днепропетровский Иоанникий (Соколовский) и епископ Луганский Августин (Вербицкий). Из Белоруссии прибыл епископ Белыничский Николай (Судиловский). 12 мая было принято и подписано послание, в котором обличалась деятельность заместителя патриаршего местоблюстителя митрополита Сергия как незаконная, и содержался призыв принять участие в намеченном на 4 октября съезде духовенства и мирян всей страны. Во всех епархиях предлагалось избрать в состав делегаций по одному представителю от клира и одному от мирян. Неорганизованным общинам и группам верующих разрешалось прислать по одному представителю. Между тем, 12 апреля 1927 года митрополит Сергий (Страгородский) был освобождён, а 18 мая 1927 года образовал в Москве свой высший орган управления Церковью — Временный патриарший Священный синод, который 20 мая получил гражданскую регистрацию. Реагируя на это, ВВЦС выпустил «Объяснительную записку к посланию от 12 мая 1927 г.», где давалось обстоятельное обоснование соборности Церкви, излагались причины появления ВВЦС и осуждалось единоличное управление как митрополита Петра, так и митрополита Сергия: «Митрополит Сергий произносит вслух всем явную и кощунственную ересь. Он хочет быть Главой Церкви. Но Глава Церкви всей вообще, и в частности Российской, есть Господь Иисус Христос». В сводке ОГПУ за июль 1927 года о ВВЦС говорилось: «Ведётся подготовительная работа к предстоящему осенью съезду. В связи с организацией сергиевского синода среди части руководителей этого течения отмечаются ликвидаторские настроения». Однако, власть в это время продолжала поддерживать разделения в Церкви, а потому существование трёх противостоящих друг другу высших церковных управления (обновленческое, григорианское и сергиевское) было для неё выгодно. 7 июля 1927 года архимандрит Гермоген (Кузьмин) был хиротонисан во епископа Буинского, викария Ульяновской епархии.
«Декларация» от 29 июля 1927 года, подписанная митрополитом Сергием и членами его Синода, провозглашало полую лояльность Церкви по отношению к советской власти. Послание было напечатано тиражом 5000 экземпляров и опубликовано 19 августа в «Известиях ЦИК». Разделение, вызванное «Декларацией», в значительной мере послужило укреплению ВВЦС. «Декларация» послужил толчком у признанию ВВЦС в Омской епархии. Постепенно менялось отношение к ВВЦС в Центральном Чернозёмье и Поволжье. К 1 сентября 1927 года на территории Воронежской епархии под управлением епископа Валуйского Митрофана (Русинова) находилось 125 церквей, что составляло 13 % от общего числа епархиальных приходов. В октябре 1927 года у ВВЦС появился приход и в самом Воронеже — Покровская церковь, ставшая кафедральным собором. В Курской епархии в середине 1927 года не принял «Декларацию» и перешёл в ВВЦС епископ Новооскольский Серафим (Игнатенко). За ним последовали приходы и духовенство четырёх уездов: Белгородского, Грайворонского, Новооскольского и Корочанского. В том же году ВВЦС преобразовал Белгородское викариатство в самостоятельную епархию и назначил епископа Серафима на Белгородскую кафедру. Приверженцы ВВЦС появились и в Орловской епархии, управлять которой в июне 1927 года был назначен местный уроженец епископ Ибресинский Анатолий (Кванин), а в декабре 1927 года он был назначен епископ Орловским. В Самарской епархии вскоре после опубликования «Декларации» община Скорбященской церкви первой присоединилась к ВВЦС. После выхода «Декларации» в Бакинской епархии в ведение ВВЦС перешла община Михаило-Архангельской (флотской) церкви Баку. Временным управляющим был назначен Ростовский епископ Феофан (Прокопович). 13 октября 1927 года был сформирован Благовещенский епархиальный совет в юрисдикции ВВЦС. 20 октября 1927 года съезд духовенства и мирян, признающих ВВЦС, принял решение об образовании Челябинской епархии, куда прошли приходы Челябинского, Курганского, Златоустовского округов, а также 5 церквей Белорецкого благочиния, распаленного на территории Башкирии. В 1927 году в большинстве епархий ВВЦС при соборах и крупных храмах были организованы сестричества с целью привлечения женщин к активному участию в приходской жизни. Однако такие сестричества не имели гражданской регистрации и уже в 1929 году были официально распущены.
15-18 ноября 1927 года в Большом соборе Донского монастыря прошёл Второй всероссийский съезд духовенства и мирян, сторонников ВВЦС, собравший собрались 175 делегатов с правом решающего голоса от Брянской, Воронежской, Донской, Калужской, Кубано-Черноморской, Пермской, Рязанской, Свердловской, Сталинградской, Томской, Уфимской, Харьковской, Челябинской, Черниговской и других епархий, и свыше 600 делегатов без права решающего голоса. На съезде присутствовали: архиепископ Свердловский Григорий (Яцковский), архиепископ Константин (Булычёв), архиепископ Ульяновский Виссарион (Зорнин), архиепископ Лубенский Феофил (Булдовский), епископ Можайский Борис (Рукин), епископ Сталинградский Тихон (Русинов), епископ Каменский Иннокентий (Бусыгин), епископ Валуйский Митрофан (Русинов), епископ Скопинский Смарагд (Яблонев), епископ Ибрессинский Анатолий (Кванин), епископ Майкопский Феофан (Прокопович), епископ Буинский Гермоген (Кузьмин), епископ Луганский Августин (Вербицкий), епископ Винницкий Сергий (Иваницкий) и наречённый епископом Челябинским протоиерей Петр Холмогорцев. Для ознакомления с деятельностью ВВЦС на съезд от представителей автокефальных общин Уфимской епархии прибыл епископ Усть-Катавский Антоний (Миловидов). Был заслушан ряд докладов. Обновленцы и «сергиевцы» были признаны раскольниками. «Собор православных епископов Украины» (лубенский раскол) был принят в каноническое общение с ВВЦС. Собравшиеся одобрили доклады, в которых предлагалось предоставить автокефалию Белорусской и Закавказской церквам, хотя окончательное решение этих вопросов было отложено до Всероссийского поместного собора. 18 ноября решением архиерейского совершения ВВЦС отныне состоял из президиума и пленума. В президиум вошли 6 архиереев, в пленум («малый собор епископов») — 12. Пленум предполагалось собирать не менее двух раз в год для решения важнейших вопросов. Григорий (Яцковский) и Константин (Булычёв) были возведены в сан митрополитов, Борис (Букин) — в сан архиепископа. После съезда Петр Холмогорцев был хиротнсисан во епископа Челябинского и Миасского. Таким образом, к концу 1927 года в юрисдикции ВВЦС состояли 18 архиереев, в том числе 4 собственного поставления. После окончания съезда во всех епархиях ВВЦС были проведены информационные собрания.
В декабре 1927 года ОГПУ усилило работу по церковному расколу. Секретная инструкция, направленная на места, предписывала сотрудникам выявлять приходы, склонные к признанию ВВЦС и прорабатывать вопрос их перевода в данную ориентацию. Если же перевод в ВВЦС по каким-либо причинам будет затруднителен, то следовало перевести приходы, хотя бы в обновленчество. Сторонники ВВЦС активизировали свою работу в центральных епархиях страны, 28 января 1928 года епископ Орловский Анатолий (Кванин) обратился к властям с просьбой о предоставлении ему одного из городских храмов. 6 февраля 1928 года новообразованная орловская община получила регистрацию в городском административном отделе. 3 мая был подписан акт о принятии Богоявленской церкви новой общиной. С этого времени церковь стала кафедральным собором епископа Анатолия, а сам архиерей поселился в церковной сторожке. Попытки насадить ВВЦС в Вологодской епархии успеха не имели. 25-27 января 1928 года в Томске под председательством архиепископа Томского Димитрия (Беликова) состоялся епархиальный съезд, на который съезд прибыли 114 делегатов: 58 клириков и 56 мирян. Участники съезди постановили образовать Сибирскую митрополию и избрали её главой архиепископа Димитрия, предварительно давшего на это своё согласие. К тому времени в связи со смертью епископа Николая (Судиловского) ВВЦС утратил приходы в Белоруссии. В феврале 1928 года архиепископ Ульяновский Виссарион (Зорнин) был переведён на Воронежскую кафедру. На его место был назначен архиепископ Иоанникий (Соколовский). В мае 1928 года, в связи новым административно-территориальным делением страны, Курская, Воронежская, Тамбовская и Орловская губернии были разделены на округа, вошедшие в состав Центрально-Чернозёмной области. Это повлекло за собой изменение границ и численности епархий. В июле 1928 года в Белгороде под председательством епископа Серафима (Игнатенко) состоялся съезд духовенства и мирян, на котором было объявлено об образовании Белгородской епархии в границах Белгородского округа. Делегатами съезда был избран Белгородский епархиальный совет во главе с епископом Серафимом. Раненбургский уезд вошел в состав Козловского округа Центрально-Чернозёмной области, а Раненбургская епархия была включена в состав Воронежской церковной области. 13 мая 1928 года собрание Троицко-Николаевской церкви Тамбова, ранее подчинявшейся митрополиту Сергию, приняло решение о переходе в юрисдикцию ВВЦС. В августе 1928 года значительно расширились границы Валуйской епархии, вскоре переименованной в Острогожскую, куда вошли несколько приходов, присоединившихся от обновленчества.
В мае 1928 года территории Самарской, Оренбургской, Пензенской, Ульяновской и части Саратовской губерний вошли в состав Средне-Волжской области с центром в Самаре. Для организации епархиальных структур в Самару прибыл управляющий Орловской епархией епископ Анатолий (Кванин). 9 июля 1928 года в Томске состоялся съезд представителей Томской, Красноярской и Барнаульской епархий ориентации ВВЦС, на котором присутствовали 23 делегата, среди них три архиерея: возведённый в сан митрополита Томский Димитрий (Беликов), епископы Красноярский Иринарх (Павлов) и Барнаульский Гермоген (Кузьмин). В ходе работы съезда были обсуждены вопросы организации Сибирской митрополии и выбора её управляющего. На следующий день в Троицком кафедральном соборе Томска было торжественно провозглашено об образовании Сибирской митрополии. 14-15 октября 1928 года в Воронеже под председательством архиепископа Воронежского Виссариона (Зорнина) состоялся 1-й областной съезд духовенства и мирян Центрально-Чернозёмной области. На съезд прибыли представители Воронежской, Белгородской, Орловской и Острогожской епархий. 1-3 октября 1928 года в Томске состоялся Сибирский краевой съезд духовенства и мирян, сторонников ВВЦС. Высшее духовенство представляли митрополит Томский Димитрий (Беликов), епископ Красноярский Иринарх (Павлов), епископ Барнаульский Гермоген (Кузьмин) и представитель центра член президиума ВВЦС архиепископ Можайский Борис (Рукин). Кроме архиереев на съезд прибыли 64 клирика и 44 мирянина. Участники съезда утвердили образование Сибирской митрополии и избрали главой митрополита Димитрия с титулом «Томского и Сибирского». Архиепископ Борис (Рукин), за время своего посещения Сибири объехал все крупные города, где совершил торжественные богослужения и агитировал за ВВЦС. 8 октября 1928 года епископ Барнаульский Гермоген был уволен на покой, а на его место рекомендован настоятель Покрово-Николаевской церкви Благовещенска протоиерей Михаил Львов. В ноябре 1928 года в Свердловске он принял монашество с именем Николай и был хиротонисан во епископа. 10-11 декабря 1928 года в Благовещенской церкви Самары под руководством председателя ВВЦС митрополита Григория состоялся 1-й съезд духовенства и мирян епархий, входивших в состав Средне-Волжской области. На нём присутствовали 249 делегатов: 27 клириков и 222 мирянина от Самарской, Ульяновской, Пензенской и Оренбургской епархий. Участники съезда заслушали доклад митрополита Григория, в котором он осудил «незаконность принципов наследственной захватнической власти» митрополита Сергия (Страгородского) и призвал к скорейшему созыву Поместного собора. В декабре 1928 года Серафим (Павлов) хиротонисан во епископа Красноярского
В декабре 1928 года в Москве состоялся пленум ВВЦС, на котором присутствовали все 12 его членов. Вместо митрополита Константина (Булычёва), скончавшегося 26 июня 1928 года, в состав пленума был введён митрополит Сибирский Димитрий (Беликов). Заместителями председателя ВВЦС были избраны архиепископ Воронежский Виссарион (Зорнин) и архиепископ Можайский Борис (Рукин), оба с возведением в сан митрополита. На пленуме были образованы б церковных областей (митрополий): Воронежская, Самарская, Саратовская, Северо-Кавказская, Уральская и Сибирская. В состав Воронежской области с центром в Воронеже вошли 6 епархий: Воронежская, Острогожская, Белгородская, Орловская, Раненбургская и Скопинская, управляющим был утверждён митрополит Можайский Борис (Рукин). В состав Самарской области с центром в Самаре вошли 4 епархии: Самарская, Ульяновская, Пензенская и Оренбургская, временным управляющим был утверждён епископ Орловский Анатолий (Кванин). В состав Саратовской области с центром в Саратове вошли 3 епархии: Саратовская, Сталинградская и Астраханская; управляющим был утверждён митрополит Саратовский Виссарион (Зорнин). В состав Северо-Кавказской области с центром в Новочеркасске вошли 4 епархии: Донская, Каменская, Ростовская и Бакинская; управляющим был утверждён митрополит Новочеркасский Митрофан (Симашкевич). В состав Уральской области с центром в Свердловске вошли 2 епархии: Свердловская и Челябинская; управляющим был утверждён митрополит Свердловский Григорий (Яцковский). В состав Сибирской области с центром в Томске вошли 4 епархии: Томская, Барнаульская, Красноярская и Благовещенская; управляющим был утвержден митрополит Томский Димитрий (Беликов). Областной архиерей должен был наблюдать за исполнением в епархиях распоряжений высшей церковной власти, созывать областные архиерейские совещания, получать отчёты от подчинённых архиереев. Если какая либо епархия оставалась без управляющего, областной архиерей обязан был взять на себя попечение о ней.

### Закрытие храмов и внутренние конфликты. 1929—1936 годы
В 1929 году курс государственной политики в отношении религии резко изменился. 24 января 1929 года ЦК РКП(б) утвердил циркуляр «О мерах по усилению антирелигиозной работы», в котором подчеркивалось, что религиозные организации являются единственной легально действующей контрреволюционной организацией, имеющей влияние на массы. 8 апреля 1929 года ВЦИК и СНК РСФСР приняли закон «О религиозных объединениях», по которому религиозные общества теряли право юридического лица и обязывались не заниматься никакой иной деятельностью, кроме удовлетворения религиозной потребности верующих и только в пределах молитвенных зданий. Вводилось понятие «района деятельности служителя культа», согласно которому священник имел право проводить религиозные обряды только в том населенном пункте, где был зарегистрирован. Каждое религиозное общество теперь могло пользоваться только одним молитвенным зданием. Священнослужители уже не являлись полноценными гражданами государства, поскольку были лишены избирательных прав. В мае 1929 года XIV Всероссийский съезд советов внёс изменения в конституцию РСФСР: 4 статья вместо «свободы религиозной пропаганды» провозглашала «своду религиозных исповеданий», что подразумевало ограничение вероучительной деятельности Церкви в обществе и ограничение таковой стенами молитвенных зданий. Во всех регионах СССР развернулась широкая кампания по закрытию церквей с последующей ликвидацией приходов. Несмотря на ухудшение положения, члены Временного Высшего Церковного Совета продажи совершать архиерейские хиротонии. В 1929 году были рукоположены: Макарий (Дагаев) (12 мая 1929) во епископа Кузнецкого, викария Томской епархии, Димитриан (Кванин) в викарного епископа Орловской епархии и Иероним (Барицкий) (июнь 1929) во епископа Белгородского. Летом 1929 года из обновленчества в сущем сане был принят епископ Анатолий (Левитский). В октябре 1929 году ВВЦС провёл кадровые перестановки. Епископ Красноярский Серафим (Павлов) получил назначение на Благовещенскую кафедру. На его место в Красноярск был назначен епископ Барнаульский Николай (Львов), а в Барнаул переведён епископ Кузнецкий Макарий (Дагаев). Епископ Анатолий (Левитский) в декабре того же года был назначен управляющим Алма-Атинской епархией, так как в 1929 году приходы в ведении ВВЦС появились и в Казахстане. Таким образом, к концу 1929 года в юрисдикции ВВЦС состояли 23 архиерея, в том числе 10 собственного поставления. Они управляли 22 епархиями.
В 1929 году была образована Пензенская епархия. Перешедшая из обновленчества Рождественская церковь стала кафедральным собором. В 1929 году в связи с закрытием большинства храмов Скопина епископ Скопинский Смарагд (Яблонев) оказался не у дел и был постановлением ВВЦС переведён управляющим Тамбовской епархией. Территория этой епархии охватывала Тамбовский и Козловский округа. В составе Козловского округа, благодаря проведенному административно-территориальному делению, оказался Раненбургский район, приходы которого находились в ведении епископа Раненбургского Иоанна (Киструсского). Возникшие недоразумения между архиереями по поводу территориальной принадлежности приходов привели к тому, что декабрьский пленум ВВЦС 1929 года разрешил епископу Иоанну самостоятельно распоряжаться только теми приходами, с которыми он присоединился к ВВЦС, а другие приходы Козловского округа подчинил епископу Тамбовскому Смарагду. Вскоре все приходы Козловского округа выразили недоверие епархиальному архиерею. 4 апреля 1930 года ВВЦС образовал самостоятельную Козловскую епархию с поручением её управления Иоанну (Киструсскому), а Раненбургская епархия становилась викариатством Козловской епархии. В декабре 1929 года епископ Анатолий (Кванин) был освобождён от должности управляющего Самарской церковной областью. Причиной увольнения стало слишком сокращающееся число подведомственных ему приходов в Самарской епархии и невозможность содержания Самарского областного совета. Вскоре немногочисленные общины Самарской епархии были переподчинены митрополиту Ульяновскому Иоанникию (Соколовскому). В 1929 году началось массовое закрытие церквей в Белгородской епархии. К концу октября 1929 года из 203 было закрыто 168 церквей. ВВЦС не смог утвердиться в Пензенской епархии, где в ведении ВВЦС имелись лишь несколько разрозненных приходов, число которых в связи с общей политикой властей постепенно сокращалось.
В 1930 году увеличилось не только число арестов духовенства и мирян, но и ужесточились приговоры. Стала применяться смертная казнь. Массовое закрытие храмов и аресты духовенства привели к обострению внутрицерковной борьбы, в том числе борьбы за обладание молитвенными зданиями. Церковные общины использовали любые возможности для того, чтобы завладеть храмами. Антирелигиозная политика привела к значительному ухудшению положения церковных структур, в том числе подчинённых ВВЦС. В том же году усилилось противостояние между митрополитом Виссарионом и митрополитом Борисом. Каждый из них пытался воздействовать на проводимую ВВЦС политику и принятие кадровых решений. Очередным камнем преткновения стала борьба за управление Воронежской церковной областью. Поскольку управляющий областью митрополит Борис большую часть времени находился в Москве, руководство Воронежской епархией фактически осуществлялось пресвитерианским Советом, который зачастую действовал самостоятельно. Митрополит Виссарион поддерживал назначение на Воронежскую кафедру «своего человека» — епископа Белгородского епископа Иеронима (Барицкого). На апрельском пленуме ВВЦС 1930 года митрополит Борис добился принятия постановления о переводе епископа Иеронима из Белгорода на Бакинскую кафедру. Но уже в мае того же года по протекции митрополита Виссариона епископ Иероним был назначен епископом Воронежским, а в Белгород получил назначение епископ Смарагд (Яблонев). Для укрепления своих позиций в Воронежской церковной области митрополит Виссарион решил созвать Воронежский областной съезд духовенства и мирян и провести на нём выборы Воронежского митрополита. Митрополит Борис попытался предотвратить созыв съезда или, по крайней мере, не допустить участия в его работе епархиальных архиереев. Съезд открылся 30 ноября 1930 года в Воронеже под председательством митрополита Виссариона. Кроме него на съезде присутствовали епископ Воронежский Иероним (Барицкий), епископ Белгородский Смарагд (Яблонев) и епископ Орловский Анатолий (Кванин). Епископ Иероним был избран управляющим Воронежской церковной областью (митрополией) и председателем Воронежского областного церковного совета. После окончания съезда митрополит Виссарион выехал в Москву, где 6 декабря 1930 года провел пленум ВВЦС, на котором были утверждены постановления прошедшего Воронежского областного съезда. Пленум наградил митрополита Виссариона правом ношения двух панагий, а участников съезда — епископов Смарагда, Анатолия и Иеронима возвёл в сан архиепископа. Чтобы «задобрить» митрополита Григория (Яцковского), без согласования с которым были проведены кадровые перестановки и награждения, пленум принял решение наградить его правом преднесения креста за богослужениями. Однако митрополит Григорий осудил самочинные действия вышеупомянутых архиереев, отказался от данной ему награды и призвал Совет принять меры к недопущению подобного в будущем. В 1930 году Павел (Троицкий) был хиротонисан во епископа Вяземского.
Тем не менее все дела ВВЦС вёл митрополит Виссарион (Зорнин), постоянно проживавший в Москве, в то время как митрополит Григорий (Яцковский) часто болел и не мог покидать Урал. Очевидно, что некоторые решения заместитель принимал единолично, не согласовывая их ни с председателем ВВЦС, ни с его членами. Это противоречило изначальной установке ВВЦС на соборность и коллегиальность. Члены Казахстанского епархиального совета постановили обратиться к епископату и епархиальным советам юрисдикции ВВЦС с предложением скорейшего созыва предсоборного совещания или расширенного пленума. До созыва собрания предлагалось составить комиссию по проверке деятельности ВВЦС. Белгородский епархиальный совет, озабоченный сложившимся положением дел в Москве, 29 апреля 1931 года постановил: «Немедленно сделать представление в ВВЦС о неотложном усилении и укреплении его ориентации посредством введения в его состав представителей от духовенства и мирян». Активизация деятельности мирян и епархиальных советов явно не понравилась Е. А. Тучкову, и он распорядился прекратить всякую переписку по этому вопросу. К середине 1931 года среди членов Временного Высшего церковного совета произошло окончательное разделение. Часть архиереев, в которую входили митрополиты Митрофан (Симашкевич), Димитрий (Беликов) и Борис (Рукин), архиепископы Тихон и Митрофан (Русиновы), держалась председателя ВВЦС митрополита Григория. Им противостояли митрополит Виссарион, архиепископы Иннокентий (Бусыгин) и Смарагд (Яблонев), сгруппировавшие вокруг себя ряд архиереев — своих ставленников. Не последнюю роль во внутреннем расколе сыграли органы госбезопасности, заинтересованные в расширении деятельности митрополита Виссариона по руководству Советом. В донесении Е. А. Тучкову агента Павлова от 15 июля 1931 года митрополит Митрофан (Симашкевич) так описывал этот конфликт: «В ориентации ВВЦСовета наметилось две группы — правая и левая. Я — правый. Нужно созвать пленум, откровенно поговорить о делах и разбиться на две группы. Я буду возглавлять правый уклон в Новочеркасске и спасу Дон, как я спас его десять лет назад, отколовшись от Москвы, когда возникло обновленчество. Если же меня будут обижать здесь на юге тем, что низведут Новочеркасск в степень района, то я уйду в сергиевщину и обращусь к казачеству, оно не даст меня в обиду». В мае 1931 года Геннадий (Марченков) был хиротонисан во епископа Тамбовского.
1 июня 1931 года митрополит Борис (Рукин) за дачу взятки должностному лицу был арестован и препровождён в Бутырский изолятор. Арест был санкционирован ОГПУ. На следствии выяснилось, что в октябре-ноябре 1930 годы также давались деньги представителям власти, проводившим проверку имущества часовен Владимирской у Никольских ворот и Спасской у Москворецкого моста. 24 июня митрополит Борис, в связи с ухудшением здоровья, был помещён в тюремную больницу, где 30 июни 1931 года скончался. По заключению тюремного прача смерть наступила в 14 часов 30 минут от воспаления лёгких и воспаления почек. В ближайшем окружении митрополита Бориса стали распространяться слухи о его убийстве. В начале 1931 года епископ Козловский и Раненбургский Иоанн (Киструсский) постановлением ВВЦС был запрещён в священнослужении и отстранен от управления епархией. Летом того же года он получил назначение на Пензенскую кафедру, но отказался занять её по слабости здоровья. 3 августа 1931 года он был восстановлен в правах Раненбургского викария. В конце 1931 года Пензенская епархия предлагалась заштатному епископу Гермогену (Кузьмину), но и он предложение не принял. В 1931 году Астраханским епископом был поставлен Иоасаф (Рогозин), принятый из обновленческого раскола. Его кафедра располагалась в Духосошественской кладбищенской церкви Астрахани — единственной церкви ориентации ВВЦС в городе. Епископ Иоасаф пытался перевести в свое ведение некоторые приходы, но достиг незначительных результатов. ВВЦС не смог закрепиться в Вятской епархии. Там к 1931 году имелись всего 3-4 сельских храма ориентации ВВЦС. В связи с неустойчивым положением ВВЦС, отсутствием авторитетных архиереев и малочисленностью епархий некоторые религиозные общины переходили в другие церковные ориентации. На фоне продолжающегося закрытия молитвенных зданий начались аресты духовенства и активных мирян ориентации ВВЦС. 29 августа 1931 года был арестован весь причт Покровского кафедрального собора Каменска.
В 1931 году состояние здоровья митрополита Григория (Яцковского) значительно ухудшилось. Предчувствуя кончину и будучи в силах руководить епархией, он вынудил архиепископа Челябинского Петра (Хорлмогорцева) оставить Челябинск и перебриться в Свердловск. 8 декабря 1931 года в Москве состоятся очередной пленум ВВЦС. На пленуме присутствовали 7 архиереев: заместитель председателя Совета митрополит Виссарион (Зорнин), аркиспископ Сталинградский Тихон (Русинов), архиепископ Каменский Иннокентий (Бусыгин), архиепископ Острогожский Митрофан (Русинов), архиепископ Ростовский-на-Дону Смарагд (Яблонев), архиепископ Козловский Анатолий (Кванин) и архиепископ Воронежский Иероним (Барицкий). Митрополит Григорий отсутствовал: возможно, по болезни, а возможно не был приглашён. Митрополит Виссарион, принявший после смерти митрополита Бориса управление приходами Москвы и Московской епархии, был утверждён в этой должности с титулом «митрополита Московского и Ярославского». Архиепископ Сталинградский Тихон (Русинов) уведомил пленум о своём выходе из юрисдикции ВВЦС, войдя в подчинение митрополита Сергия (Страгородского). Вместо выбывших Бориса (Рукина) и Тихона (Русинова) в состав пленума были избраны епископ Раненбургский Иоанн (Киструсский) и епископ Благовещенский Николай (Львов) с возведением в сан архиепископов. К 1932 году противостояние во ВВЦС между председателем и его заместителем достигло наивысшей точки. На предстоящий весенний пленум митрополит Григорий приготовил доклад о лишении сана митрополита Виссариона. Кроме многочисленных случаев превышения власти заместителя председателя ВВЦС, имелись случаи нарушения преосвященным Виссарионом канонических правил. С этим докладом митрополит Григорий предложил поехать архиепископу Челябинскому Петру (Холмогорцеву), однако тот под предлогом болезни отказался. Доклад все-таки попал в Москву, но оглашён там не был. 26 апреля 1932 года митрополит Григорий (Яцковский) скончался. В день смерти митрополита были арестованы его ближайшие сотрудники: протоиерей Вениамин Макушин и протоиерей Павел Подкорытов. Смерть митрополита Григория послужила толчком к отходу от ВВЦС духовенства, главным образом в Свердловской епархии.
После кончины митрополита Григория место председателя ВВЦС осталось вакантным. Митрополит Виссарион подписывался как заместитель председателя, и это продолжалось более двух лет. Подведомственному духовенству было предписано возносить за богослужениями: «Господина и Отца Нашего Митрополита Московского Виссариона». Секретарские обязанности поочередно исполняли архиепископы Каменский Иннокентий (Бусыгин) и Ростовский Смарагд (Яблонев), но они оба не имели возможности часто бывать в столице, Таким образом, вся власть сосредоточилась в руках митрополита Виссариона, который проживал в помещениях в бывшем Московском Донском монастыре, окружив себя родственниками. 17 апреля 1932 года Иулиан (Симашкевич) был хиротонисан во епископа Донского, викария Северо-Кавказской григорианской митрополии. В ноябре того же года Иов (Корольчук) был хиротонисан во епископа Алма-Атинского. В мае 1932 году Сталинградская епархия, свободная после ухода архиепископа Тихона (Русинова), была замещена епископом Серафимом (Павловым). В августе 1932 года скончался митрополит Томский и Западно-Сибирский Димитрий (Беликов). Управляющим Томской епархией и Западно-Сибирской митрополией стал архиепископ Иероним (Барицкий), бывший Воронежский. Несмотря на усилившееся антирелигнозное давление, ВВЦС стремился активизировать свою деятельность и увеличить число епархий. Так, в начале 1933 года из Пензенской епархии была выделена Саранская епархия. На неё получил поставление епископ Агафангел (Смирнов), а Пензенскую возглавил епископ Викторин (Поляков). В 1933 году ВВЦС покинул, перейдя к митрополиту Сергию, архиепископ Острогожский Митрофан (Русинов). Острогожская епархия была упразднена и присоединена к Воронежской.

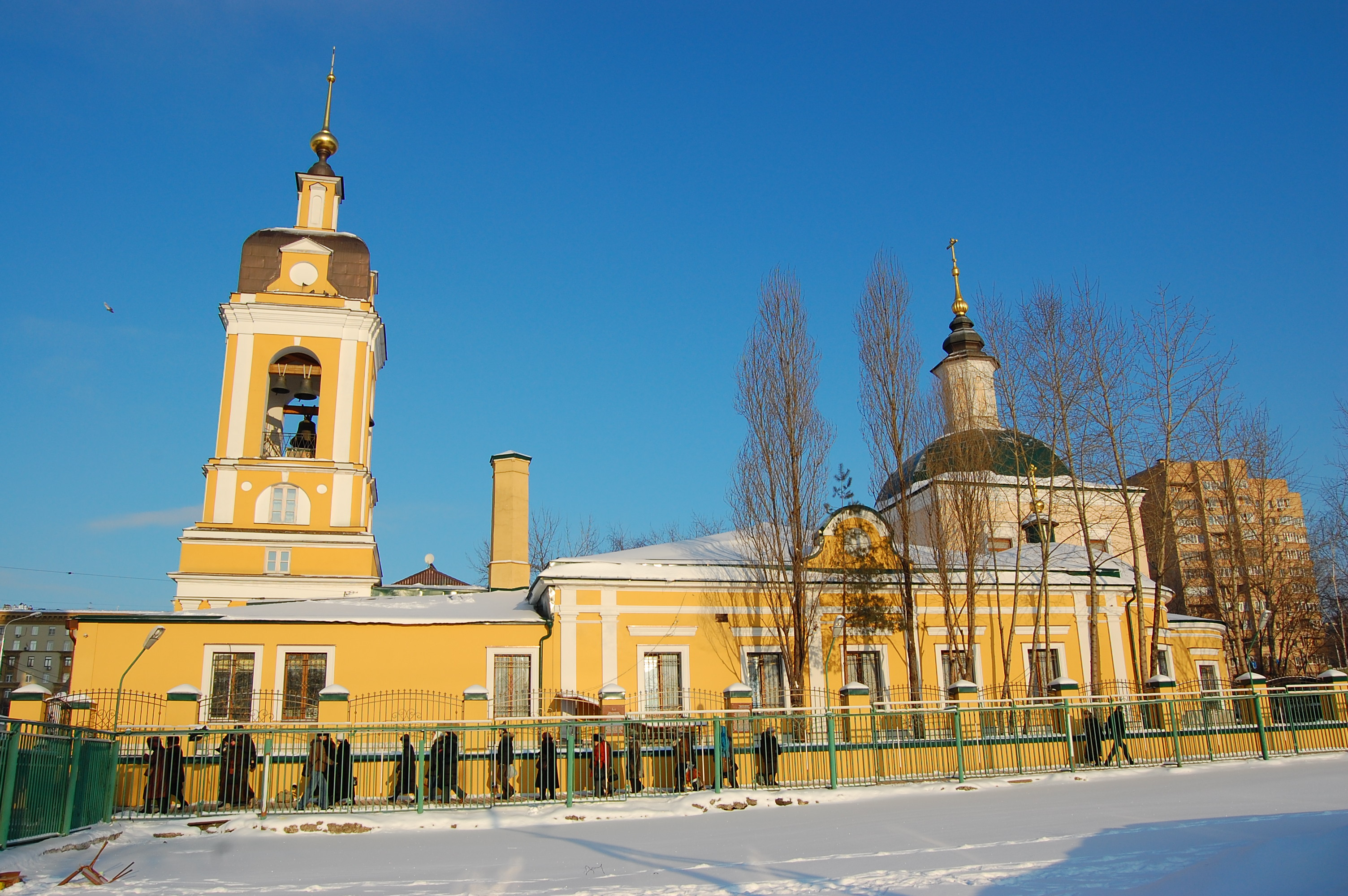
Храм Сорока Мучеников Севастийских у Новоспасского монастыря. С сентября 1932 года до закрытия в декабре 1937 года — кафедральный собор митрополита Виссариона (Зорнина). Фото 2014 года.

Весной 1932 года на территории Ульяновского округа чекисты вскрыли и ликвидировали «контрреволюционную церковно-монархическую организацию», которая возглавлялась епископами Иринархом (Павловым) и Гермогеном (Кузьминым). Всего по делу было арестовано 61 человек, из них 23 священнослужителя и 8 монашествующих. 46 обвиняемых, из них 14 священнослужителей были приговорены к различным срокам заключения. Митрополит Иоанникий (Соколовский), избежавший ареста, в июне 1933 года подал прошение об увольнении за штат по болезни. Перед отъездом он собрал с церквей взносы на полгода вперёд, после чего отбыл с ними в неизвестном направлении. В Ульяновске у ВВЦС осталась одна Неопалимовская церковь, весь причт которой по обвинению в антисоветской пропаганде были приговорены к трём годам лагерей. В начале 1933 года ОГПУ выявило и ликвидировало «монархическую церковно-повстанческую организацию». Разработка чекистов получила наименование «Дело Южно-Русского Синода». По делу были арестованы 556 человек, большинство из которых были священнослужителями. Арестованы были в том числе и клирики ВВЦС. Весной 1933 года в Москве был арестован весь причт церкви Дорогомиловского кладбища. 28 июля 1933 года на 88 году жизни скончался митрополит Новочеркасский и Северо-Кавказский Митрофан (Симашкевич). На пленуме ВВЦС было принято решение о назначении в Новочеркасск архиепископа Каменского Иннокентия (Бусыгина) с возведением в сан митрополита. На Каменскую кафедру был переведён из Благовещенска архиепископ Николай (Львов). В 1933 года ВВЦС окончательно утратил свои позиции в Восточной Сибири и на Дальнем Востоке. Красноярская, Владивостокская и Благовещенская епархии были закрыты. Действовали лишь три прихода: два в Красноярске и один в Иркутске, обслуживаемые тремя священниками. В мае 1933 года их осталось два, поскольку иркутский приход перешёл в обновленчество. 2 декабря 1933 года в Каменске по доносу от митрополита Северо-Кавказского Иннокентия (Бусыгина) был арестован архиепископ Каменский Николай (Львов). 23 марта 1934 года он был приговорен к 3 годам ссылки в Северный край. 8 июня 1934 года в Ульяновске был арестован епископ Ульяновский Иоасаф (Борисов). 30 октября 1934 года он был приговорён к 5 годам исправительно-трудовых лагерей.
В июле 1934 года епископ Иулиан (Симашкевич), недовольный переводом из Новочеркасска, переходит в обновленчество. В 1934 году митрополит Виссарион в сущем сане принял из обновленчества заштатного архиепископа Павла (Краснорецкого) и назначил его на Томскую епархию. В мае 1934 года в ВВЦС перешел архиепископ Владимир (Путята). Учитывая его скандальную репутацию, доверить ему самостоятельную епархию митрополит Виссарион не решился, но привлёк его к миссионерской деятельности и щедро субсидировал. В начале 1934 года алматинские обновленцы отобрали у ВВЦС Введенскую церковь в Алма-Ате, которая была их единенным храмом во всём Казахстане. Епископ Алма-Атинский Иов (Корольчук) уехал в Москву. Весной 1934 года прекратила существование Мичуринская (ранее Козловская) епархия. К её закрытию привели малочисленность приходов и неспособность к руководству епископа Мичуринского Димитриана (Кванина). Остатки общин обеих мичуринских церквей — Сторожевской и Пушкарской влились в общину Ильинской церкви сергиевской ориентации. Епископ Димитриан был переведён в Москву викарным епископом Можайским, поскольку митрополиту Виссариону требовался помощник в архиерейском сане для совершения хиротоний и увеличения кворума при проведении пленумов. В июне 1934 года власти предали общине сергиевской единственный в Пензе Митрофаньевский кладбищенский храм. В ведение митрополита Сергия (Страгородского) перешли клирики Митрофаньевской церкви. ВВЦС не смог закрепиться на территории Закавказских республик, главным образом, из-за начавшейся антирелигиозной кампании. В конце 1934 года из обновленчества был принят епископ Фотий (Топиро) назначен архиепископом Новочеркасским.
В декабре 1934 года в Москве состоялся очередной пленум ВВЦС. Митрополит Московский Виссарион (Зорнин) был избран председателем ВВЦС, а его заместителем — митрополит Ростовский Иннокентий (Бусыгин). В состав президиума Совета вошли: митрополит Иоанникий (Соколовский), митрополит Тамбовский Смарагд (Яблонев), архиепископ Свердловский Петр (Холмогорцев) и архиепископ Томский Иероним (Барицкий). «Временный Высший Церковный Совет» был переименован в «Высший Церковный Совет», что свидетельствовало о том, что руководство Совета уже не рассматривало свою деятельность как временную или чрезвычайную. ВЦС отныне мыслился как законный орган церковного управления и как церковно-административный центр, действующий на постоянной основе. Переименование было санкционировано органами государственной власти, зарегистрировавшими изменение в соответствии с существующим законодательством и предоставившими Совету право иметь печать и бланки с новым официальным наименованием. В 1935 году были распущены обновленческий Священный Синод и Временный патриарший Священный синод при митрополите Сергие. ВЦС распущен не был, но все последующие пленумы ВЦС проводились в сокращённом составе, хотя количество присутствующих членов должно было бы составлять не менее 12 человек. На очередном пленуме ВЦС весной 1935 года в Москве присутствовало 4 архиерея: митрополит Виссарион, архиепископ Каменский Анатолий (Кванин), епископ Можайский Иувеналий (Зиверт) и заштатный епископ Иов (Корольчук). В дальнейшем по причине арестов иерархов ВЦС собрать пленум в полном составе стало уже невозможно. 11 апреля 1935 года в Сталинграде были арестованы архиепископ Сталинградский Серафим (Павлов) ещё 7 человек. Архиепископ Серафим был приговорён к трём годам ссылки. 17 сентября 1935 года в Воронеже был арестован архиепископ Воронежский Евлогий (Хомик). Он был приговорён к пяти годам исправительно-трудовых лагерей.. 6 марта 1936 года был арестован митрополит Раненбургский Иоанн (Киструсский). Всего по делу проходило 43 человека, из них 25 священнослужителей. Митрополит Иоанн был приговорен к трём годам исправительно-трудовых лагерей. 11 апреля 1936 года в Томске был арестован заместитель председателя Томского епархиального совета протоиерей Владимир Калугин, приговоренный к 10 годам исправительно-трудовых лагерей. Всего по делу проходило 19 человек. 29 июня в Каменске был арестован архиепископ Каменский Анатолий (Кванин), приговорённый к шести годам исправительно-трудовых лагерей. Всего по делу приходили 5 человек. 10 декабря 1936 года в Ульяновске был арестован архиепископ Ульяновский Феодосий (Григорович-Борисов), приговорённый к пяти годам исправительно-трудовых лагерей. По делу приходили 15 человек, из них 78 священнослужителей. После ареста архиепископа Феодосия, митрополит Виссарион (Зорнин) назначил митрополита Иоанникия (Соколовского) на освободившуюся кафедру в связи с отсутствием других кандидатов. К концу 1936 года в юрисдикции ВЦС состояли 9 правящих архиереев, в подчинении которых состояли 11 епархий и 1 викариатство. Ещё 5 архиереев пребывали за штатом.

### Закат григорианства

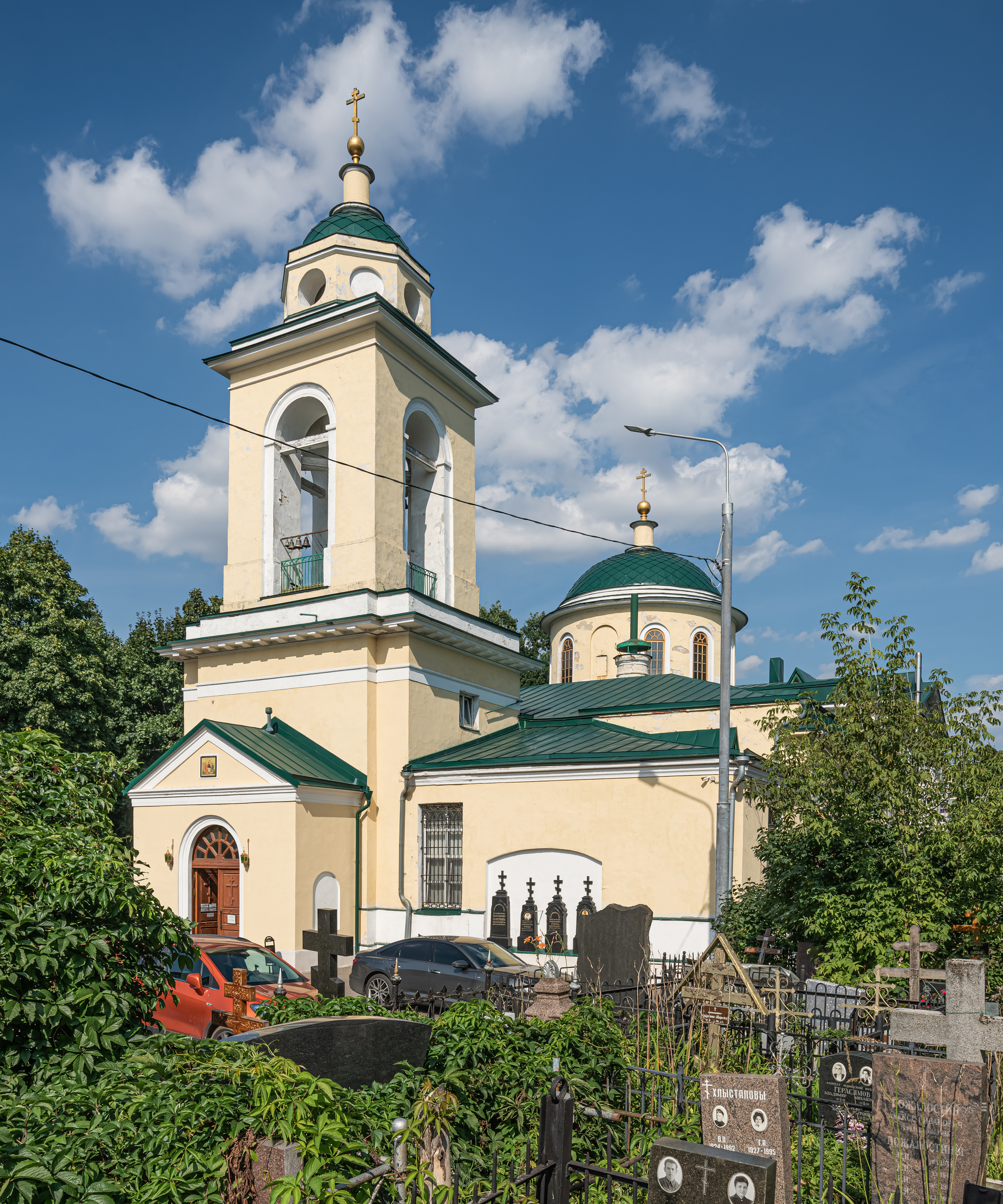
Храм Сошествия Святого Духа на Даниловском кладбище — последний григорианский храм в Москве

18-20 апреля 1937 года в московском Донском монастыре под председательством Виссариона (Зорина) состоялся последний пленум ВЦС, в работе которого приняли участи 7 архиереев. В это время на территории СССР в юрисдикции ВЦС состояло около 500 приходов. Большая часть из них находилась в Поволжье и на Дону. В Москве действовало 3 храма. Кафедральным считалась Скорокосвяткая церковь у бывшего Новоспасского монастыря. Катастрофическим было положение ВЦС в Сибири и на Урале. ВЦС по прежнему тесно сотрудничал с Украинской соборно-епископской церковью (Лубенским расколом), которой руководил митрополит Феофил (Булдовский). Тем временем, после состоявшегося февральско-мартовского пленума ЦК ВКП(б) начался новый виток гонений на религию. 5 мая 1937 года в Воронеже был арестован митрополит Воронежский Смарагд (Яблонев), не пробывший на кафедре и двух месяцев. 6 мая 1937 года арестован митрополит Свердловский Петр (Холмогорцев). 9 июля 1937 года в Томске арестован епископ Иувеналий (Зиверт). 20 июля 1937 года в Барнауле были арестованы епископ Барнаульский Макарий (Дагаев). Активно арестовывались также священники и миряне. 30 июля 1937 года нарком внутренних дел СССР Н. И. Ежов издал Оперативный приказ № 00447, согласно которому всем подразделениям НКВД предписывалось начать операцию по массовому репрессированию «активных антисоветских и уголовных элементов». Все республики, все области и края получили свою квоту репрессируемых лиц. В первую очередь под арест подпадали «бывшие», в том числе служители религиозного культа. Чтобы арестовать как можно больше церковных людей, был сфабрикован материал о существовании Всесоюзной антисоветской церковной организации. Во главе её якобы стоял объединённый церковно-политический центр под руководством митрополитов Сергия (Страгородского) (Патриаршая церковь), Виталия (Введенского) (обновленчество) и Виссариона (Зорнина). Летом 1937 года митрополит Виссарион (Зорнин), наставляя будущего епископа Филарета (Волокитина) говорил: «Положение наше критическое, епархия в упадке, нас преследуют, особенно руководящий состав и епископат. Кадров не хватает, а наших людей всё арестовывают и арестовывают. Большинство епископов арестованы и находятся в ссылке, а оттуда почти никто не возвращается, многие умирают, как например Петр Крутицкий. Но, несмотря, ни на что, нам надо продолжать борьбу, церковь и епархию надо отстаивать, потерянных людей надо заменять новыми, надо готовить ставленников». Вскоре митрополит Виссарион и единомышленные ему архиереи совершили его хиротонию во епископа Можайского, викария Московской епархии. Данная архиерейская хиротония оказалась последней в истории григорианского раскола.
В 1937—1938 годы были расстреляны 13 архиереев юрисдикции ВЦС, 1 архиерей скончался в тюрьме после вынесения приговора, ещё 3 архиерея приговорены к различным срокам заключения. Количество клириков и мирян, приговорённых к расстрелу составило не менее 130 (80 и 50 соответственно). Количество клириков и мирян, приговорённых по тем же делам к исправительно-трудовым лагерям, составляет не менее 170 человек (70 и 100 соответственно). Причинами ликвидации Высшего церковного совета, а вслед за ним и его структур на местах, в период массовых репрессий стали соображения органов госбезопасности. Сыграло свою роль практически полное отсутствие в его юрисдикции авторитетных деятелей, а малочисленность его состава свела на «нет» влияние и значение этого учреждения в церковной жизни. ВЦС уже невозможно было использовать в ходе внутрицерковной борьбы, да и сами методы церковного раскола во второй половине 1930-х годы утратили свою актуальность для властей.. В условиях разгрома ВЦС и его епархиальных структур, связь приходов с московским центром фактически прекратилась, да в Москве заниматься организацией этой работы было уже некому. Вся документация ВЦС в связи с арестами митрополита Виссариона и его помощников была изъята и дальнейшая судьба её неизвестна. Помещение Совета в бывших патриарших покоях упраздненного Донского монастыря было отобрано властями, а уцелевший архиепископ Филарет (Волокитин) не был известен на местах и не мог заниматься административной деятельностью. Оставшиеся приходы были поставлены перед выбором: либо существовать самостоятельно при наличии собственного священника, либо переходить в другие церковные течения. В такой ситуации значительная часть приходов перешла в юрисдикцию Московского Патриархата. Но были и приходы, выбравший обновленческую ориентацию. В Москве в ведении Филарета (Волокитина) оставался лишь Свято-Духовская церковь на Даниловском кладбище. Число приходов в СССР, стоявших на позициях ВЦС, после этого сократилось до минимума. В предвоенный годы репрессии в отношении духовенства и закрытие молитвенных здания уже не носили массового характера, но были продолжены. В советском обществе насаждалось резкое неприятие всякой религиозности. Среди верующих нарастала боязнь открытого посещения церквей, обусловленная постоянным контролем со стороны государства. В отношении духовенства по прежнему проводилась агрессивная политика, направленная на ущемление их гражданских прав.
С началом войны в июне 1941 года отношение государства к Церкви начало меняться. Местные власти перестали закрывать молитвенные здания и препятствовать совершению богослужений. В условиях возможного захвата Москвы архиепископ Филарет (Волокитин) был выслан милицией из Москвы, его место занял второй священник протоиерей Павел Успенский. В первую военную зиму возобновились богослужения в Иоанно-Предтеченской церкви в Свердловске, где одновременно служили две общины: сергиевская и григорианская. Однако в начале 1942 года настоятель церкви протоиерей Сергий Адриановский принёс в Ульяновске покаяние митрополиту Сергию (Страгородскому) и назначен управляющим приходами Свердловской области. В предвоенные и первые военные годы закончился срок заключения у некоторых григорисансих архиереев. Архиепископ Евлогий (Хомик) оказался в оккупации и служил священником на сельском приходе. Епископ Иосиф (Воропаев) принёс покаяние митрополиту Сергию (Страгородскому), был принят в сане архимандрита и назначен настоятелем Покровского кафедрального собора Куйбышева. Архиепископ Феодосий (Григорович-Борисов) проживал в Красноярске, где оборудовал церковь в частном доме, а хозяина дома рукоположил во иеромонаха. Епископ Гермоген (Кузьмин) служил на сельском приходе в Ульяновской области архиерейским чином. Архиепископ Иероним (Барицкий) был освобождён из лагеря, но дальнейшие сведения о нём отсутствуют. В конце 1942 голда архиепископ Филарет (Волокитин) перебрался в Пензу, где в это время действовала небольшая Митрофаниевская кладбищенская церковь обновленческой ориентации. В январе 1943 года архиепископ Филарет выехал в Ульяновск к митрополиту Александру Введенскому и попытался получить место в одной из обновленческих церквей Москвы или Ульяновска. Введенский пообещал принять его в свою юрисдикцию с условием, что он добьется открытия церквей в Саранске или Пензе. В марте 1943 году архиепископ Филарет смог нелегально попасть в Москву. Второе священническое место Духовской церкви Даниловского кладбища было свободно, но для получения гражданской регистрации требовалась московская прописка. Филарет (Волокитин) был вынужден вернуться в Пензу, где организовал сбор подписей за открытие Мироносицкой церкви.. Когда было собрано более 1500 подписей, последовал арест. Окончательное прекращение раскола в Русской Православной Церкви произошло после того, как в 1943 году, когда И. В. Сталин и советское руководство приняли новый курс в отношении религиозных объединений. В 1943 году принёс покаяние епископ Фотий (Топиро), в 1944 году покаялись епископы Евлогий (Хомик), Иоасаф (Борисов), в 1945 году покаялись епископы Гермоген (Кузьмин) и Феодосий (Григорович-Борисов). После этого остался один архиепископ Филарет (Волокитин), но он с 1943 года находился в ссылке и был освобождён только в 1953 году. В послевоенной церковной жизни немногочисленные бывшие сторонники ВЦС заметной роли уже не играли.